# Teodosio (figlio di Maurizio)
Teodosio (4 agosto 583 – 27 novembre 602) è stato il figlio primogenito dell’Imperatore bizantino Maurizio e coimperatore dal 26 marzo 590 fino alla sua deposizione ed esecuzione nel corso di una rivolta militare nel novembre 602. Insieme al suocero Germano, fu per un breve periodo proposto dalle truppe come successore di Maurizio, ma l'esercito finì per proclamare Foca imperatore. Spedito da suo padre in una fallimentare missione finalizzata a ottenere aiuti dalla Persia sasanide, Teodosio fu catturato e giustiziato dagli uomini di Foca alcuni giorni dopo Maurizio. Nonostante ciò, si diffusero delle voci secondo cui fosse riuscito in qualche modo a sfuggire all'esecuzione, e un pretendente al trono che sosteneva di essere Teodosio fu usato dai Persiani come pretesto per avviare una guerra contro Bisanzio.

## Biografia
Teodosio fu il figlio primogenito di Maurizio e di sua moglie, l'Augusta Costantina. Nacque il 4 agosto 583 (secondo lo storico ecclesiastico coevo Giovanni da Efeso e altri cronisti) o nel 585 (secondo le cronache posteriori di Teofane Confessore e Giorgio Cedreno). Fu il primo figlio porfirogenito dai tempi di Teodosio II nel 401, e di conseguenza ricevette il nome di quest'ultimo. L'inviato papale, o apocrisario, a Costantinopoli, il futuro Papa Gregorio Magno, funse da padrino. Lo storico ecclesiastico Evagrio Scolastico compose un'opera a celebrazione della nascita di Teodosio, per la quale fu ricompensato da Maurizio con il rango di console.
Alcuni anni dopo la sua nascita, forse nel 587, Teodosio fu elevato al rango di Cesare dal padre Maurizio divenendone così l'erede al trono, mentre il 26 marzo 590, fu proclamato pubblicamente co-imperatore.
Nel novembre 601 o all'inizio di febbraio del 602 Teodosio, per volere di Maurizio, sposò una figlia del patrizio Germano, un importante esponente del Senato bizantino. Lo storico Teofilatto Simocatta, la principale fonte per il regno di Maurizio, attesta che il 2 febbraio 602 Germano salvò Teodosio dalla popolazione inferocita durante una rivolta dovuta alla carenza di cibo a Costantinopoli.
Successivamente nello stesso anno, durante la rivolta degli eserciti danubiani in autunno, Teodosio e suo suocero stavano cacciando nelle vicinanze di Costantinopoli quando ricevettero una lettera dalle truppe ammutinatesi, nella quale, oltre a esigere l'abdicazione di Maurizio e la riparazione dei torti subiti da esse, offrivano la corona a uno qualunque dei due. Essi presentarono la lettera a Maurizio, che respinse le richieste dell'esercito. L'imperatore, tuttavia, cominciò a sospettare una possibile collusione di Germano con i ribelli, e Teodosio prontamente informò il suocero di ciò consigliandogli di nascondersi, e il 21 novembre, Germano fuggì dapprima in una chiesa locale e poi in Hagia Sophia, chiedendo asilo politico e protezione dagli emissari dell'imperatore.
Il giorno successivo, tuttavia, Maurizio, con la famiglia e gli associati più stretti, fuggirono dalla capitale all'avvicinarsi dell'esercito ribelle condotto da Foca, e, attraversato il Bosforo, giunsero a Calcedonia. Da quel luogo Teodosio fu spedito insieme al prefetto del pretorio d'Oriente Costantino Lardys a implorare l'aiuto di Cosroe II, il sovrano della Persia sasanide. Maurizio, tuttavia, lo richiamò subito dopo, e al ritorno Teodosio cadde nelle mani degli uomini di Foca e fu giustiziato a Calcedonia. Suo padre e i suoi fratelli minori erano stati giustiziati alcuni giorni prima, il 27 novembre.

## Pseudo-Teodosio
Successivamente si diffusero voci sulla presunta sopravvivenza di Teodosio in lungo e in largo. Fu sostenuta la tesi che suo suocero Germano avesse corrotto il boia, un seguace di Foca di nome Alessandro, affinché gli risparmiasse la vita. Secondo questa versione dei fatti, Teodosio fuggì, raggiungendo la Lazica, dove morì. Teofilatto Simocatta sostiene di aver indagato su queste voci concludendo che fossero infondate. Lo studioso moderno Paul Speck, tuttavia, sostiene che i dubbi sulla genuinità di queste voci su Teodosio cominciarono a essere espressi solo verso la fine del regno di Eraclio I.
Il generale Narsete, che era insorto contro Foca in Mesopotamia, presentò a Cosroe II un uomo che sosteneva di essere Teodosio, il figlio di Maurizio. Il sovrano persiano, a sua volta, lo usò come pretesto per invadere il territorio bizantino, sostenendo di voler vendicare l'assassinio di Maurizio e della sua famiglia e collocare sul trono il "legittimo" erede Teodosio. Secondo la Cronaca del Khuzistan, si spinse a far incoronare di nuovo Teodosio imperatore romano dal patriarca nestoriano Sabrisho I nel corso di una cerimonia svoltasi a Ctesifonte. Nella campagna militare in Armenia del 606–607, il sedicente Teodosio accompagnò il comandante Ashtat Yeztayar. La sua presenza indusse la guarnigione di Theodosiopolis (Erzurum) ad arrendersi. James Howard-Johnston ritiene improbabile che le popolazioni di Edessa nel 603 e i notabili di Theodosiopolis che gli vennero incontro nel 608 si fossero lasciate ingannare entrambe da un impostore.

## Monetazione
Teodosio non compare in molta della monetazione regolare del regno di Maurizio, con due eccezioni: i nummi di rame della zecca di Cherson, che lo raffigurano insieme ai genitori, e una speciale emissione di siliqua d'argento (apparentemente avvenuta nel 591/592 per celebrarne la proclamazione a co-imperatore) dalla zecca di Cartagine.